# Standard Compression Scheme for Unicode

Standard Compression Scheme for Unicode (SCSU) fait partie des normes concernant le codage des caractères Unicode et leurs compressions. 
SCSU permet différentes stratégies de compression.